# アンドレイ・ハラモフ
アンドレイ・ハラモフ（Andrey Khramov、Андрей Михайлович Храмов、1981年1月17日 - ）は、バシキール自治ソビエト社会主義共和国で生まれたロシアのオリエンテーリング選手。2005年、愛知で開かれた世界選手権（WOC）のロング種目で優勝してから2010年までに6回ほど世界選手権で勝利を収めている。

## ジュニア時代
アンドレイ・ハラモフは1981年バシキールにて父Michaelと母Raisaの間に生まれた。父Michaelは学校の校長をしており、代数学と幾何学を教えていた。ハラモフが世界に名を轟かせたのは1999年ブルガリアのヴァルナで開かれたジュニア世界選手権（JWOC）である。ハラモフはロング種目で優勝すると、2001年ハンガリー、ミシュコルツで開かれたJWOCでもやはりロング種目で連覇を達成した。

## 業績
ハラモフがシニア選手として初めて世界の舞台に登場したのは2003年のWOC（於スイスラッパースヴィル・ヨナ）であり、スプリント種目に出場して16位という成績を収めた。その1年後、2004年にはデンマークのロスキレで開かれたヨーロッパ選手権（EOC）においてスプリント種目で準優勝という好成績を残し、また同年のワールドカップ（WC）でも総合2位、WOCのリレー種目でもロシアを準優勝へと導いた。2005年には前述のとおりついにWOCのロング種目で優勝、初の世界タイトルを獲得し、WCでも総合優勝を収めた。以降WOCでは2006,2007,2010年にチームメイトのバレンティン・ノビコフらとともにリレー種目で、2008,2009年にスプリント種目で優勝している。つまり2005年以降毎年WOCで金メダルを獲得していたことになるが、その記録は2011年フランスサヴォワのテクニカルな地形の前で途絶えた。ワールドゲームズ（WG）には2009年（台湾高雄）に出場。ミドルではダニエル・フブマンに敗れ3位、スプリントでは逆にフブマンを破り優勝している。また混成リレーでも同じくロシアのドミトリー・ツヴェトコフらとともにフィンランドやノルウェーを抑えて優勝を果たした。

## 人物
現在はクラスノダールに居住している。既婚者であり、子供が1人いる。学問は交通科学を修めている。ロシア国内ではロストフ・ナ・ドヌのクラブに所属し、またフィンランドのクラブHiisirastiにも所属。陸上競技者としての顔も有し、5000mのベストタイムは14分5秒。